# Disney Channel

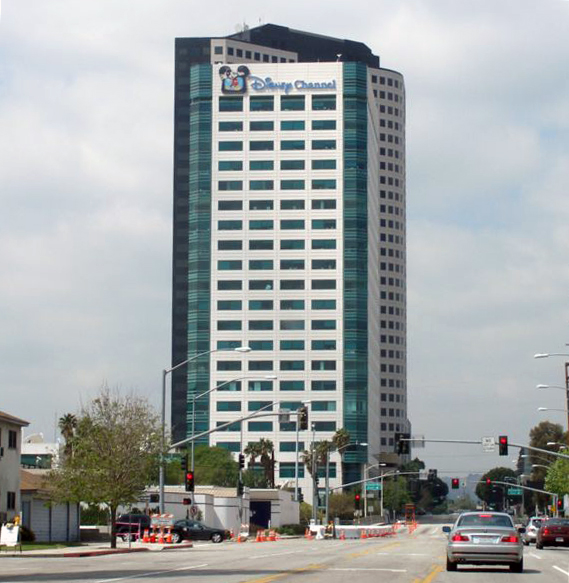
Oficinas centrales de Disney Channel en Burbank.

Disney Channel (anteriormente conocido como The Disney Channel) es un canal de televisión por suscripción estadounidense de índole infantil y juvenil. Es la propiedad insignia de Disney Branded Television, una unidad de Disney Entertainment, a su vez una división de The Walt Disney Company. Su programación está dirigida principalmente al público infantil y juvenil.
A partir de septiembre de 2022, Disney Channel está disponible por cable básico y satélite en más de 190 millones de hogares estadounidenses y de todo el mundo. La programación/contenido original en/desde el canal abarca televisión, contenido en línea, dispositivos móviles, video a pedido y plataformas móviles, esta última dominada por el producto híbrido de sitio web de Disney Channel y aplicación DisneyNOW.

## Historia
Disney Channel se lanzó a nivel nacional como canal premium a las 7:00 a. m., hora del este, el 18 de abril de 1983, con el nombre The Disney Channel.El desarrollo del canal con la ayuda de su presidente fundador Alan Wagner anunció formalmente el lanzamiento de su canal de cable orientado a la familia a principios de 1983. El canal, que inicialmente mantuvo un horario de programación de 16 horas diarias de 7:00 a. m. a 11 :00 p. m. hora del este y del pacífico: estaría disponible en los proveedores de cable de los 50 estados de EE. UU. en septiembre de 1983 y acumularía una base de más de 611.000 suscriptores en diciembre de ese año. En octubre de 1983, el canal estrenó su primera película hecha para cable, Tiger Town, que le valió al canal un premio CableACE. El canal había alcanzado la rentabilidad en enero de 1985, y en ese momento su programación alcanzaba los 1,75 millones de suscriptores.
En septiembre de 1990, el sistema de TCI en Montgomery, Alabama, se convirtió en el primer proveedor de cable en ofrecer el canal como servicio de cable básico.Entre 1991 y 1996, un número cada vez mayor de proveedores de cable comenzaron a trasladar The Disney Channel de una oferta complementaria premium a sus niveles básicos, ya sea de forma experimental o de tiempo completo; sin embargo, los ejecutivos de The Walt Disney Company negaron cualquier plan para convertir el canal en un servicio básico con publicidad, afirmando que los cambios de premium a básico en algunos proveedores eran parte de una estrategia "híbrida" de cinco años que permitió a los proveedores ofrecer el canal de cualquier manera. El 6 de abril de 1997, el canal pasó a llamarse oficialmente Disney Channel, aunque ocasionalmente se comercializó como "Disney" de 1997 a 2002.

## Programación

### Biblioteca de películas
También se han producido películas para televisión para su emisión en Disney Channel desde su lanzamiento bajo el lema de Disney Channel Premiere Films, siendo la primera película estrenada Tiger Town en 1983, hasta octubre de 1997, que es cuando dejaron de utilizar el sello "Premiere Films". y a partir de entonces se renombró a "Disney Channel Original Movies" (DCOM). La primera película que se estrenó en la categoría de Película original de Disney Channel fue Under Wraps, una película con temática de Halloween que se emitió por primera vez en Disney Channel el 25 de octubre de 1997.
La película original de mayor éxito en términos de popularidad y elogios es High School Musical 2, que se estrenó el 17 de agosto de 2007 ante 17,2 millones de espectadores y estableció un récord actual de larga data como estreno televisivo con mayor audiencia en la historia de la canal.Después de High School Musical 2, la película que tuvo el segundo estreno de película original de Disney Channel (DCOM) con mayor audiencia fue Wizards of Waverly Place: The Movie, seguida de Camp Rock, Descendientes 2, Princess Protection Program, Teen Beach Movie y Jump In!. También estableció un récord de cable básico para el programa de televisión más visto hasta el 3 de diciembre de 2007, cuando el canal hermano corporativo, ESPN, lo superó con la transmisión de un partido de la NFL entre los New England Patriots y los Baltimore Ravens en su programa Monday Night Football por 0,3 millones de espectadores más (17,5 millones de espectadores). La franquicia de medios Cheetah Girls también tuvo un éxito notable en términos de mercadería y ventas de sus giras de conciertos y álbumes de bandas sonoras. Su primera película de 2003, siendo la primera película musical original para televisión de Disney Channel, se estrenó ante más de 84 millones de espectadores en todo el mundo y su secuela se estrenó ante 8,1 millones de espectadores estadounidenses y en el proceso se convirtió en la más exitosa de la serie de películas. Una gira de conciertos de 86 fechas con el grupo de chicas del mismo nombre fue clasificada como una de las 10 mejores giras de conciertos de 2006, rompiendo el récord en el Rodeo de Houston previamente establecido por Elvis Presley en 1973, agotando las entradas con 73.500 entradas en tres minutos en un momento dado. .
Además de sus películas originales para televisión, Disney Channel tiene derechos sobre largometrajes estrenados en cines, y algunos derechos cinematográficos los comparte con su cadena hermana, Freeform. Además de las películas estrenadas por Walt Disney Studios Motion Pictures (principalmente estrenos de Walt Disney Pictures, Walt Disney Animation Studios y Pixar), el canal también mantiene los derechos de películas de otros estudios. Algunas películas estrenadas por Bagdasarian Productions (como The Chipmunk Adventure y Alvin and the Chipmunks Meet Frankenstein) también se han emitido en Disney Channel, aunque la mayoría de ellas no pertenecen actualmente a ninguna de las divisiones de The Walt Disney Company.

### Bloques de programación

#### Actuales
- Disney Junior/Mickey Mornings: un bloque matutino de programación preescolar de Disney Junior entre semana. Debutó por primera vez el 14 de febrero de 2011, tras el cierre de Playhouse Disney; El nombre actual y los segmentos de continuidad presentados por Mickey Mouse se lanzaron en junio de 2020, reemplazando la marca anterior "Disney Junior on Disney Channel".[14]

#### Anteriores
- Disney Night Time – en The Disney Channel como canal premium desde su lanzamiento hasta el 6 de abril de 1997, este bloque presentaba programación dirigida a audiencias de padres mayores durante las horas de la tarde y la noche bajo el título "Disney Nighttime". El contenido visto en estos bloques carecía de contenido sexual y violento. La programación vista durante Disney Nighttime incluyó largometrajes más antiguos (similares a los vistos en ese momento en American Movie Classics y, finalmente, Turner Classic Movies, con títulos de películas de Disney y películas de otros estudios cinematográficos mezclados), junto con especiales de conciertos originales (con artistas desde Rick Springfield hasta Jon Secada y Elton John), especiales de variedades y documentales.[cita requerida]
- The Magical World of Disney – utilizado como paraguas los domingos por la noche para películas y especiales en The Disney Channel desde el 23 de septiembre de 1990 al 24 de noviembre de 1996, y originalmente se transmitía exclusivamente los domingos por la noche a las 7:00 p. m. Este/Pacífico.[15] Desde el 1 de diciembre de 1996 hasta 2001, The Magical World of Disney sirvió como marca general para la programación nocturna de películas de Disney Channel a partir de las 7:00 p. m. Este/Pacífico.
- The American Legacy –  se emitiò los martes por la noche a las 9:00 p. m. Este/Pacífico del 7 de enero de 1992 al 27 de agosto de 1996. Lanzado originalmente en honor al 500 aniversario del descubrimiento de los Estados Unidos,[16]el bloque contò con largometrajes, documentales y especiales sobre los aportes, la historia y las maravillas escénicas de la nación.
- Toonin' Tuesday – Del 5 de octubre de 1993 al 27 de agosto de 1996, "Toonin' Tuesday" fue un bloque de programación semanal que presentaba varios programas animados. Cada martes de 6:00 a 9:00 p. m. Este/Pacífico,[17]"Toonin' Tuesday" presentó principalmente películas animadas y especiales (aunque a veces se transmitieron repeticiones de The Charlie Brown and Snoopy Show como parte del bloque).[17]El bloque finalizó el 27 de agosto de 1996, debido a cambios en la programación del canal.[18][19]
- Bonus! Thursday – Desde el 7 de octubre de 1993 hasta el 29 de agosto de 1996, Disney Channel emitió un bloque de programas semanal llamado "Bonus! Thursday" (o "¡Bonus!" para abreviar), que se transmitía todos los jueves de 5:00 a 9:00 p. m. Este/Pacífico.[20][21]El bloque incluía programas dirigidos a adolescentes, incluidas series como Kids Incorporated, The All-New Mickey Mouse Club, varias series de Mickey Mouse Club (incluidas Teen Angel y Match Point) y Eerie Indiana, seguidas de películas y especiales.[20][21]El bloque finalizó el 29 de agosto de 1996, debido a cambios en la programación del canal.[18][19]
- Totally Kids Only ("TKO") – una programación vespertina de series animadas y de acción real introducida en 1992,[22]que se convirtió en la marca general de los programas infantiles diurnos del canal de 1995 a 1996.
- Triple Feature Friday – se transmitía todos los viernes a partir de las 5:00 p. m. Este/Pacífico del 8 de octubre de 1993 al 30 de mayo de 1997 presentó tres películas separadas, a veces independientemente del género de cada película, que estaban vinculadas a un tema específico.[23]
- Disney Drive-In –  corrió todos los sábados a partir de la 1:30 p. m. Este/Pacífico del 8 de octubre de 1994 al 31 de agosto de 1996 presentó series de Disney como Zorro, Texas John Slaughter y Spin and Marty, seguidas de películas y especiales de Disney.[24]El bloque finalizó el 31 de agosto de 1996, debido a cambios en la programación del canal.[25][26]
- Block Party –  Desde el 2 de octubre de 1995 hasta el 28 de agosto de 1996, cuatro series animadas que anteriormente se transmitieron en The Disney Afternoon (Pato Darkwing, TaleSpin, Patoaventuras y Chip 'n Dale Rescue Rangers) se volvieron a emitir juntas en The Disney Channel como una serie de dos bloques de programación de una hora denominado “Block Party”, que se transmitía los días laborables de 5:00 a 7:00 p. m. Este/Pacífico.[27] La marca "Block Party" se eliminó el 3 de septiembre de 1996, cuando se eliminó Pato Darkwing como introducción del bloque y se agregó La Tropa Goofy para finalizar la alineación.[25][28]Este bloque sin nombre continuó transmitiéndose hasta 1997.[29]
- Magical World of Animals[cita requerida] – un bloque de una hora de series sobre vida silvestre dirigido a niños que se transmitió de agosto de 1997 a 1999. Promocionado como una rama de Magical World of Disney y transmitido los domingos por la noche de 7:00 a 8:00 p. m. hora del este, el bloque constaba de dos series: Going Wild con Jeff Corwin y Omba Mokomba.[4]
- Vault Disney – estrenado en septiembre de 1997,[4][30]cinco meses después del primer cambio importante de marca de Disney Channel, reemplazando la programación nocturna de Disney. Originalmente se transmitía solo los domingos por la noche de 9:00 p. m. a 6:00 a. m., hora del este y del Pacífico,[4]Vault Disney se expandió a siete noches a la semana en septiembre de 1998 (las ediciones del bloque de lunes a sábado en ese momento se transmitían de 11:00 p. m. a 6:00 a. m. Este/Pacífico; la hora de inicio del bloque en su conjunto se movió constantemente hasta la medianoche todos los días en septiembre de 1999). La programación antigua presentada durante el horario nocturno cambió para incluir solo series de televisión y especiales producidos por Disney (como Zorro, Spin and Marty, The Mickey Mouse Club y la serie de televisión antológica de Walt Disney).[30]junto con especiales de televisión de Disney más antiguos. Los largometrajes más antiguos de Disney también formaron parte de la programación de 1997 a 2000, pero se transmitieron con una capacidad reducida. El bloque también presentó The Ink and Paint Club, una serie de antología con cortos animados de Disney, que se convirtió en el único programa restante en el canal que presentaba estos cortos en 1999, tras la eliminación de Quack Pack de la programación. El canal suspendió el bloqueo en septiembre de 2002, a favor de emitir repeticiones de sus series originales y adquiridas durante las últimas horas de la tarde y durante la noche (que, en comparación con Vault Disney, centrada en adultos, están dirigidas a niños y adolescentes, una audiencia que generalmente es dormido durante ese período de tiempo).
- Zoog Disney – lanzado en agosto de 1998, un bloque de programas que originalmente se transmitía sólo los fines de semana por la tarde de 4:00 p. m. a 7:00 p. m. Este/Pacífico. Los anfitriones del bloque fueron "Zoogs", personajes híbridos de robots antropomórficos/criaturas alienígenas animadas con voces humanas (algunos de los cuales actuaban como adolescentes). El bloque unificó la televisión e Internet, permitiendo que los comentarios de los espectadores y las puntuaciones de los jugadores de los juegos en línea de ZoogDisney.com se transmitieran en el canal durante la programación regular en un formato de ticker (que el canal continuó usando después de que se suspendió el bloqueo, sin embargo, el ticker se eliminó casi por completo del uso en el aire en mayo de 2010).[31]Desde junio de 2000 hasta agosto de 2002, las programaciones de la tarde y del horario estelar de los viernes, sábados y domingos se denominaron bajo el título general "Zoog Weekendz". Los Zoogs fueron rediseñados con cel shading y se les dieron voces maduras en 2000, aunque los personajes rehechos de Zoog fueron descontinuados después de menos de un año; todo el bloque Zoog Disney se eliminó gradualmente en septiembre de 2002.[32]
- Disney Replay – "Disney Replay" fue un bloque que se estrenó el 17 de abril de 2013, presentando episodios de series originales extintas de Disney Channel que se estrenaron entre 2000 y 2007 (como Lizzie McGuire, That's So Raven, The Suite Life of Zack & Cody y Hannah Montana) Transmitido los miércoles por la noche y los jueves temprano por la mañana (como un guiño a la popular tendencia de las redes sociales "Throwback Thursday"), originalmente de 12:00 a 1:00 a. m., hora del este y del pacífico, el bloque se amplió a seis horas (hasta las 6:00 a. m. Este/Pacífico) el 14 de agosto de 2014.[33] Los programas presentados en Disney Replay se agregaron al servicio WATCH Disney Channel el 16 de agosto de 2014. El bloque se suspendió el 28 de abril de 2016 y se trasladó a Freeform con un nuevo nombre: That's So Throwback.
- Disney XD on Disney Channel – "Disney XD on Disney Channel" es la marca anterior de dos bloques que se transmiten los viernes y sábados por la noche; un bloque animado que se transmite los viernes de 9:00 p.m. a 10:00 p. m., mostrando series principalmente exclusivas de Disney XD como Phineas y Ferb, Star vs. the Forces of Evil, La ley de Milo Murphy y Patoaventuras, y un bloque de acción en vivo que se transmite los sábados de 10:00 p. m. a 11:00 p. m., transmitiendo series como Mech-X4 y ¡Caíste!. Se suspendió cuando la distribuciòn de Disney XD se volvió equivalente al de Disney Channel.

### Bumpers
Entre la programación regular y las pausas publicitarias, Disney Channel presenta anuncios publicitarios. Estos bumpers han variado sustancialmente en contenido a lo largo de la historia del canal, creados utilizando una amplia gama de métodos artísticos como animación tradicional, animación digital, animación con plastilina, acción en vivo y títeres. Han sido elogiados por su ingenio y composición de alta calidad.
Sin embargo, se volvieron especialmente icónicos en septiembre de 2002, cuando Disney Channel experimentó un importante cambio de marca, incluso en sus bumpers y logotipo. Estas cortinillas resaltaban el icónico logotipo de "orejas de ratón" a lo largo de ellos, presentando varios videos que culminaron con la aparición del logotipo, junto con un tema musical recientemente introducido, que se considera el más reconocible y todavía se usa hasta el día de hoy. Este tema musical consta de un jingle mnemotécnico de cuatro notas compuesto por el fallecido Alex Lasarenko, exejecutivo de Tonal Sounds y director creativo de Elias Arts.
Además de su logotipo y jingle, el formato de cortinillas más reconocible de Disney Channel consiste en una celebridad o figura de uno de sus programas que sostiene una varita y dibuja la forma actual del logotipo de Disney Channel en la pantalla. Esta celebridad introducirá su nombre, el programa en el que aparece y terminará con la línea "Y estás viendo Disney Channel". Apodado "Wand ID" por los fanáticos, este formato generalmente termina en una variación del mnemotécnico.

### Deportes
Durante un período, las transmisiones de ESPN del torneo de béisbol de la Serie Mundial de Pequeñas Ligas frecuentemente presentaban promoción cruzada con propiedades de Disney Channel relacionadas con la música, y en ediciones anteriores se habían presentado colaboraciones con High School Musical, Los Jonas Brothers, Camp Rock, y Phineas y Ferb.
En marzo de 2023, Disney Channel transmitió un evento deportivo profesional en vivo por primera vez, con una transmisión alternativa orientada a los jóvenes de un juego de la National Hockey League (NHL), conocido como Big City Greens Classic, como parte de la cobertura de la liga por parte de ESPN. La transmisión tuvo como tema la serie animada de Disney Channel Big City Greens, visualizando datos del jugador de la liga y el sistema de seguimiento de discos con reproductores animados en 3D.

## Logotipos

1983-1986
1986-1997
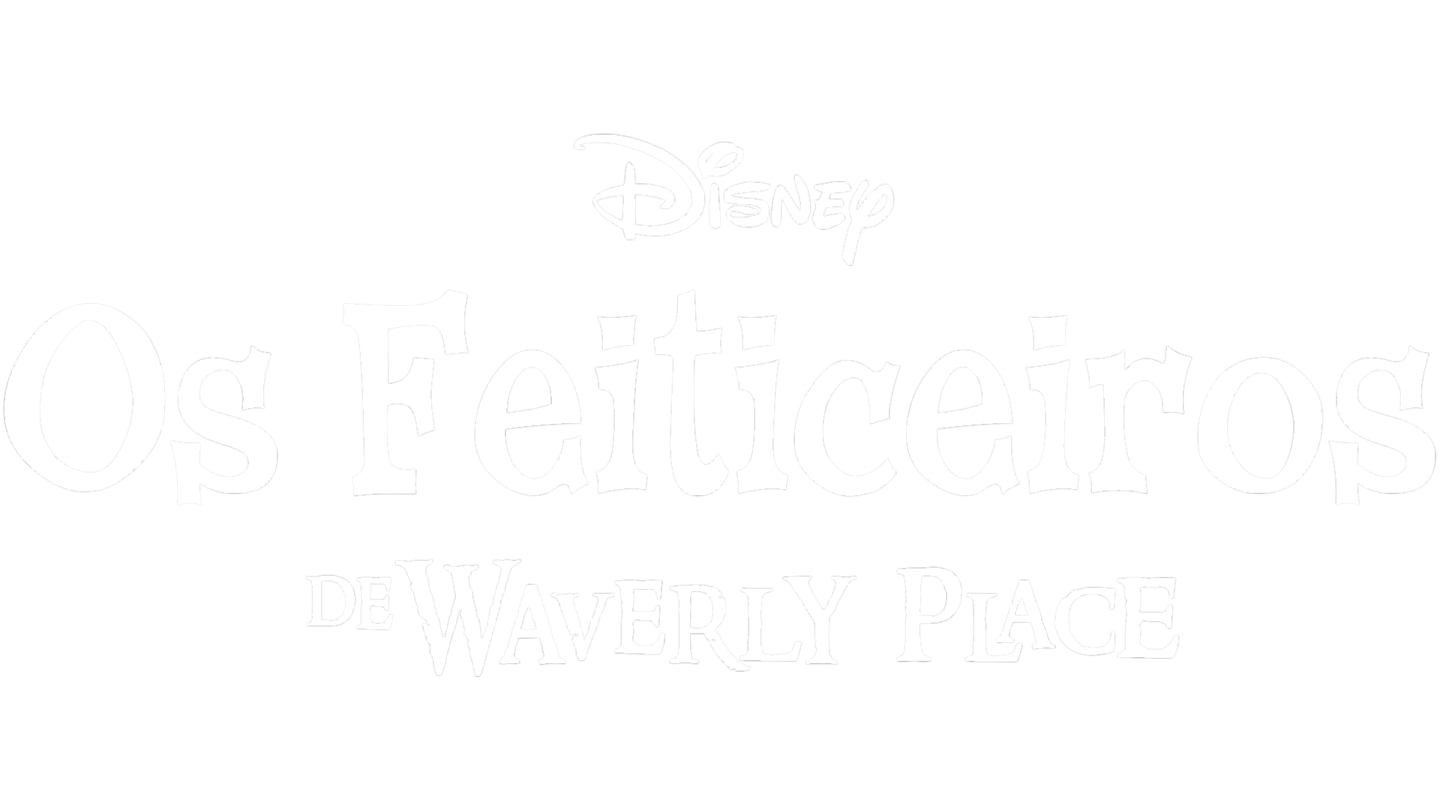
1997-2000 (Logo no encontrado)
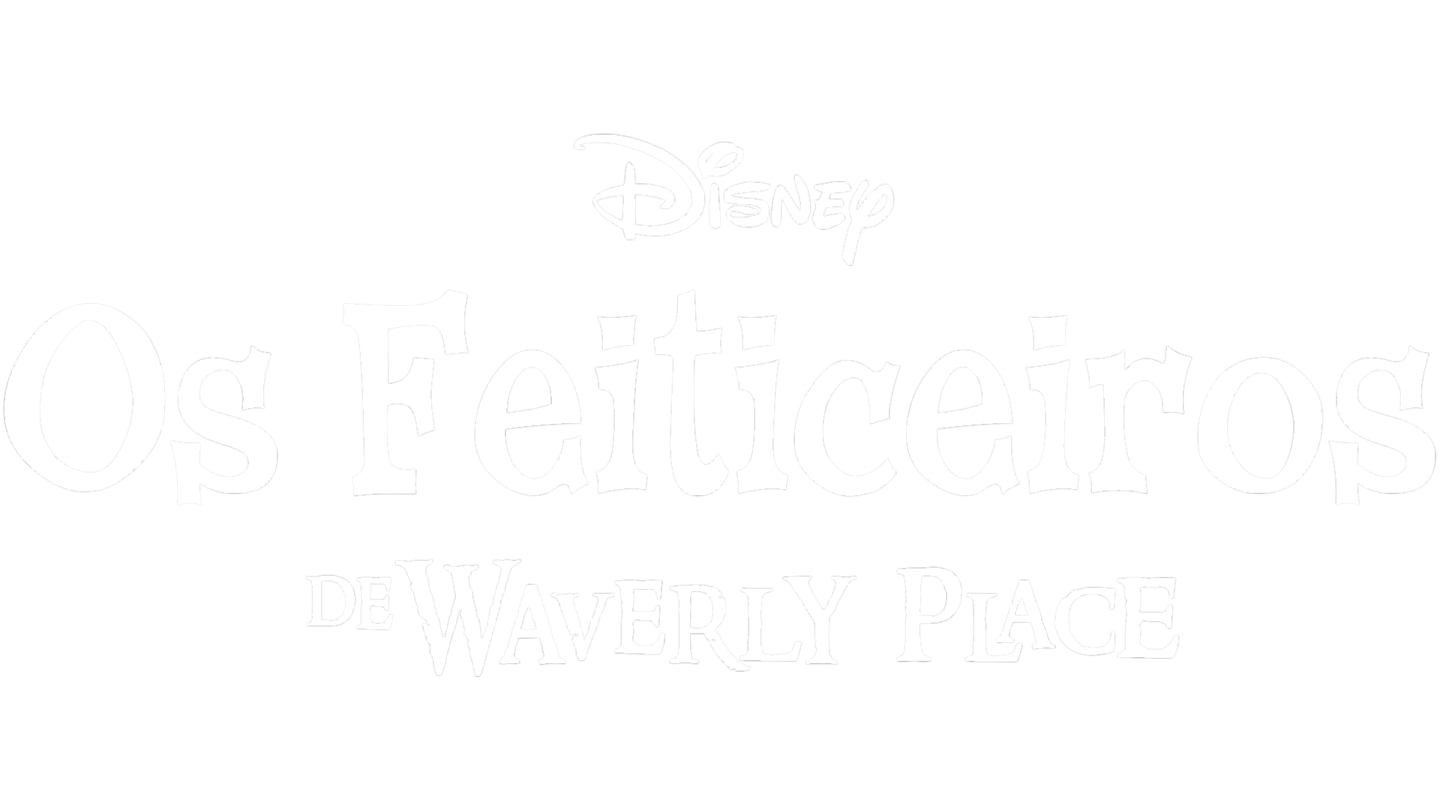
2000-2002 (Logo no encontrado)
2002-2010
2010-2014
2014-2017
2017-2019
2019-2024
Desde 2024

## Servicios relacionados
- Disney Channel HD - Disney Channel HD es un feed de Disney Channel que transmite en alta definición y se emite en el formato 720p de resolución. El feed comenzó a transmitirse el 19 de marzo de 2008. Desde el año 2009, la mayor parte de la programación original del canal se produce y emite en alta definición, junto con algunos filmes, películas originales de Disney Channel que se hicieron después de 2005 y episodios selectos, películas y series producidas antes de 2009.

- Disney Channel On Demand - Disney Channel On Demand es un servicio de vídeo bajo demanda del canal, que ofrece episodios de series originales del canal y la programación de Disney Junior, junto con las películas originales seleccionados y características detrás de las escenas para cable digital y los proveedores de IPTV.

- WATCH Disney Channel – WATCH Disney Channel es un sitio web para computadora de escritorio, así como una aplicación para teléfonos inteligentes y tabletas que permite a los suscriptores de proveedores de cable y satélite que participan (como Comcast Xfinity y Cox Communications) para ver en vivo de la programación de Disney Channel en las computadoras y los dispositivos móviles - los abonados están obligados a utilizar códigos de verificación suministrados por los proveedores de cable participantes con el fin de acceder a la transmisión en vivo.

- Disney+ – Disney+ es un servicio de streaming que ofrece películas, documentales, especiales, cortos, programas y series de televisión producidas por The Walt Disney Studios y Walt Disney Television, entre ellas producciones originales de Disney Channel, algunas de ellas siendo lanzadas directamente en la plataforma. Su interfaz presenta diferentes secciones temáticas con contenidos de Disney, Pixar, Marvel, Star Wars, National Geographic y Star (este último disponible solo fuera de Estados Unidos).

- Hulu – Hulu es un servicio de suscripción a la carta de vídeo estadounidense propiedad de Walt Disney Direct-to-Consumer & International, una división de The Walt Disney Company, con NBCUniversal, propiedad de Comcast, como accionista de capital.

- Disney Channel +2 - Un canal abandonado en Italia en el 2011 hasta 2018